# Vaška
Vaška est un village de la municipalité de Sopje (Comitat de Virovitica-Podravina) en Croatie. Au recensement de 2011, le village comptait 315 habitants.